# Mycosphaerella linhartiana
Mycosphaerella linhartiana är en svampart som tillhör divisionen sporsäcksvampar, och som först beskrevs av Gustav Niessl von Mayendorf, och fick sitt nu gällande namn av Karl Starbäck. Mycosphaerella linhartiana ingår i släktet Mycosphaerella, och familjen Mycosphaerellaceae. Arten är reproducerande i Sverige.